# Млавский повет
Млавский повет (пол. Powiat mławski) — повет (район) в Польше, входит как административная единица в Мазовецкое воеводство. Центр повета — город Млава. Занимает площадь 1182,3 км². Население — 74 042 человека (на 2013 год).

## Административное деление
- города: Млава
- городские гмины: Млава
- сельские гмины: Гмина Дзежгово, Гмина Липовец-Косцельны, Гмина Радзанув, Гмина Стшегово, Гмина Ступск, Гмина Шреньск, Гмина Шидлово, Гмина Вечфня-Косцельна, Гмина Виснево

## Демография
Население повета дано на 2013 год.
| Перепись            | Всего  | Мужчины | Женщины |
| ------------------- | ------ | ------- | ------- |
| Всего               | 74 042 | 36 370  | 37 672  |
| Городское население | 30 880 | 14 708  | 16 172  |
| Сельское население  | 43 162 | 21 662  | 21 500  |